# Han Xuandi
Han Xuandi, Xuan Di (漢宣帝, 91 – 49 p.n.e.) – cesarz chiński z dynastii Han w okresie 74 – 49 p.n.e., praprawnuk cesarza Wu Di.
Jego dziadek, Liu Ju, był mianowany następcą tronu, jednakże w roku 91 p.n.e., w wyniku oskarżenia o czary wymierzone przeciwko swemu ojcu, cesarzowi Wu Di, popełnił samobójstwo. Przyszły cesarz z racji na swój wiek przeżył, jednakże dzieciństwo spędził w biedzie. Zaowocowało to późniejszą wrażliwością cesarza na potrzeby zwykłych ludzi i biednych. W trakcie swoich rządów obniżył podatki, wzmocnił gospodarkę i armię. Jest uznawany za jednego z najlepszych i najbardziej pracowitych cesarzy Chin. Jego następcą został jego syn Yuan Di.